# میتسوبیشی اکلیپس
میتسوبیشی اکلیپس (Mitsubishi Eclipse) خودرویی است که بین سال‌های ۱۹۹۰ تا ۲۰۱۱ در ایالات متحده آمریکا تولید شده‌است.
این خودرو در کلاس خودرو سایز متوسط قرار گرفته، است.